# Veenluzernevlinder
De veenluzernevlinder, veengeeltje of rijsbesvlinder (Colias palaeno) is een dagvlinder uit de familie Pieridae (witjes).

## Uiterlijk
De grondkleur is lichtgeel tot wit (bij het mannetje citroengeel) met een brede zwarte band langs de vleugels aan de bovenzijde van zowel voor- als achtervleugel. Beide vleugels zijn fijnrood omrand en op de kop heeft de vlinder een rode halskraag. De onderkant van de achtervleugel heeft in het midden een witte punt. De spanwijdte bedraagt 50 tot 56 millimeter. In rust zijn de vleugels gesloten.
De rups is groen met een gele lengtestreep aan beide zijdes van het lichaam. 

## Biotoop
De veenluzernevlinder leeft op de grens van hoogvenen en open loofbossen. De waardplant is rijsbes. De rupsen eten aanvankelijk alleen van de bovenkant van het blad, later het hele blad. De soort overwintert als rups. De vliegtijd is van juli tot en met augustus.

## Voorkomen
De soort komt voor in Noord-Europa, delen van de Alpen, Siberië tot aan de Amoer, en Japan. De vlinder komt voor op hoogtes van 100 tot 2500 meter. In Nederland en België komt de soort niet meer voor. In Nederland werden in 1925 acht exemplaren en in 1945 één vlinder aangetroffen. In België kwam de soort voor in de Hoge Ardennen. De laatste waarneming dateert er van 1956 (Baraque Michel). Pogingen tot herintroductie in 1959 en 1970 waren niet succesvol.